# П'єр Леоне Гецці
П'єр Леоне Гецці  (італ. Pier Leone Ghezzi; 28 червня, 1674 — 6 березня,1755, Рим) — популярний італійський художник доби рококо. Робив релігійні композиції, портрети, фрески, але більше уславився як майстер карикатур. Займався графікою.

## Життєпис
П'єр Леоне народився в  родині художника Джузеппе Гецці (1634—1721), який і був його першим вчителем. Удосконалював художню освіту в майстерні Антоніо Аморозі, представника пізнього бароко.

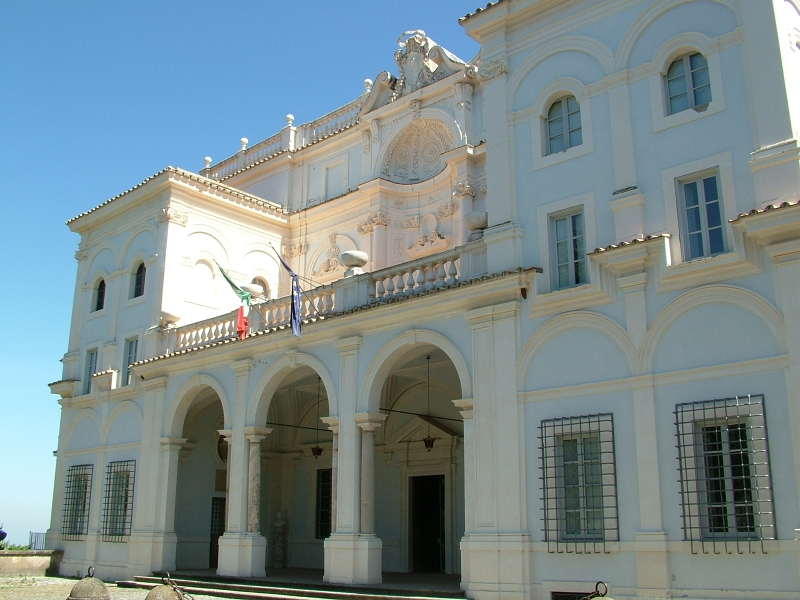
Вілла Фальконьєрі у Фраскатті

П'єр Леоне багато і старанно малював. Серед його малюнків — діти за навчанням, сценки з життя монахів, замальовки священників. Міг би виробитися у цікавого художника побутових сцен. Але перебування в Римі, спілкування з відомим художником академічного спрямування Карло Маратті, тогочасні уяви про престижність релігійного живопису та величної манери навернули художника до релігійного живопису(Христос в Еммаусі та ін.) Серед відомих творів П'єр Леоне Гецці — фрески вілли Фальконьєрі у Фраскатті.
Папа римський Бенедикт XIV призначив художника керівником мозаїчної майстерні.
Звертання до жанру карикатур  зробило П'єр Леоне Гецці популярним художником. Спілкування з музикантами, кумедність їх зовнішності чи манери поведінки дали привід для багатьох карикатур. Серед малюнків художника — і портрет-карикатура Антоніо Вівальді, якого мало і неохоче малювали за життя.
Карикатури Гецці збирав саксонський міністр і меценат XVIII століття  Генріх Брюль. Частка творів художника зберігається в музеї Ермітаж, в галереї Уффіці та музеях Італії, в Національній портретній галереї в Лондоні, в музеях Франції.

## Малюнки Гецці

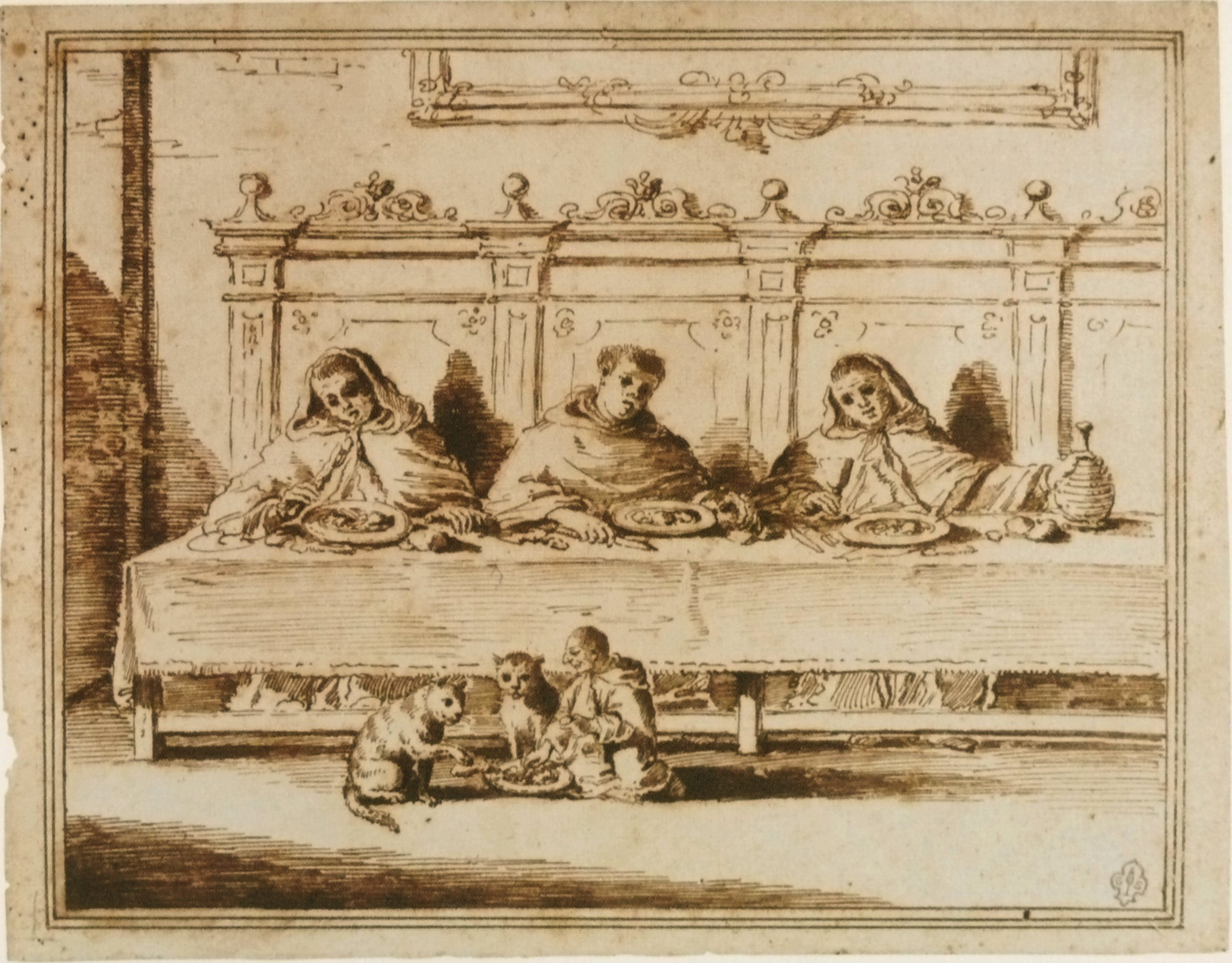
Ченці за трапезою
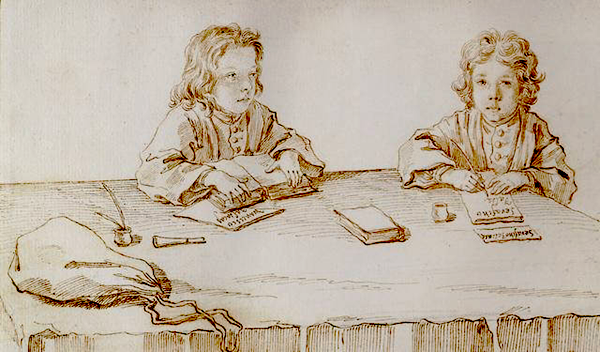
Серафіно і Франческо Фальсакапа за навчанням
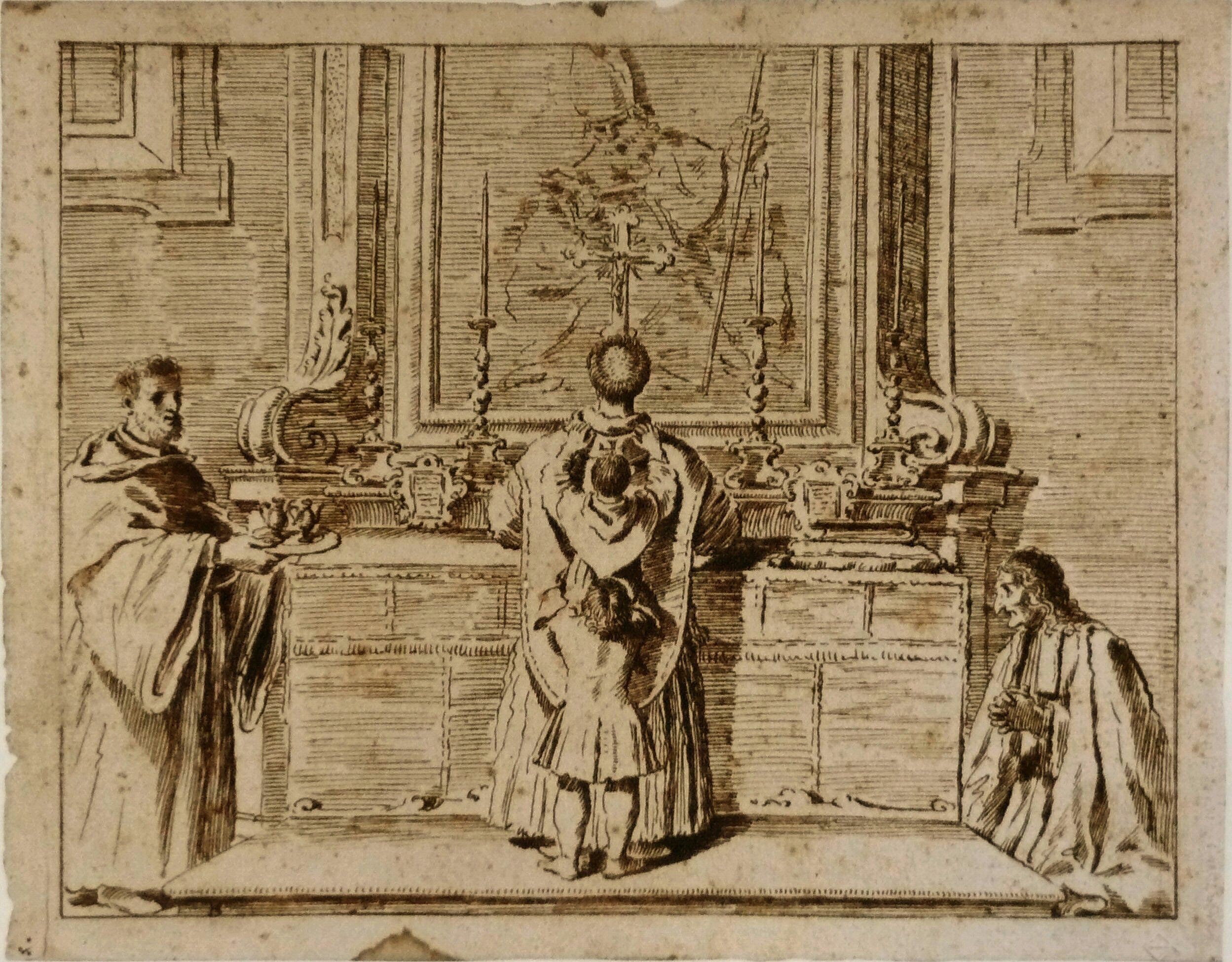
Сцена в католицькому храмі

## Карикатури

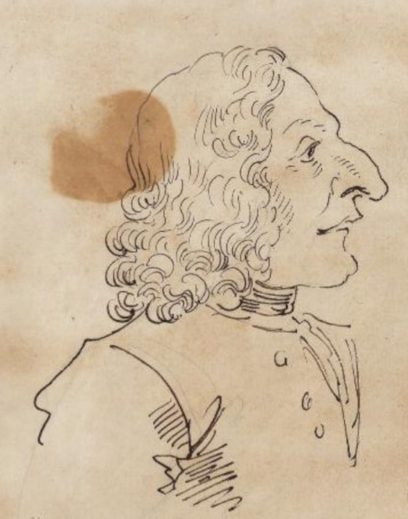
Композитор Антоніо Вівальді
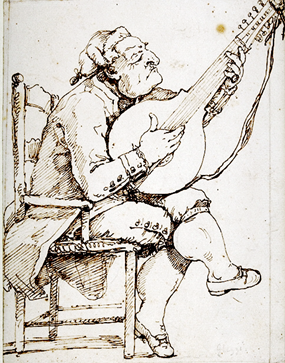
Музикант з лютнею
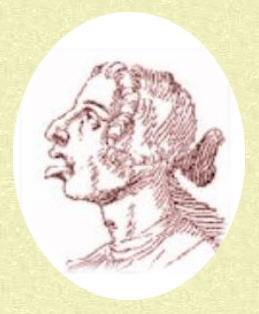
Гаетано Латілла
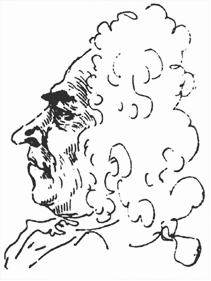
Франческо Гаспаріні